# Rudi Altig
Rudi Altig (18. března 1937 Mannheim – 11. června 2016 Remagen) byl německý cyklista.
Začínal jako dráhař, se starším bratrem Willim závodili v madisonu. Na mistrovství světa v dráhové cyklistice vyhrál v roce 1959 stíhací závod amatérů a v letech 1960 a 1961 stíhací závod profesionálů. Také vyhrál dvacet dva šestidenních závodů. Později se zaměřil na silniční cyklistiku. V roce 1962 vyhrál závod Vuelta a España a na Tour de France získal zelený trikot. V roce 1963 vyhrál Paříž–Lucemburk, v roce 1964 Kolem Flander a Kolem Andalusie, v roce 1965 byl druhý na mistrovství světa v silniční cyklistice a v roce 1966 se stal profesionálním mistrem světa. Byl zvolen nejlepším západoněmeckým sportovcem roku 1966. Vyhrál Giro del Piemonte 1966 a Milán - San Remo 1968. Známé bylo jeho odmítání dopingových kontrol se slovy: „Jsme profesionálové, ne sportovci“. Kariéru ukončil v roce 1970, působil jako sportovní ředitel týmu Puch-Wolber a komentoval televizní přenosy. V roce 1997 obdržel Záslužný řád Spolkové republiky Německo. Na jeho počest se na Nürburgringu jezdí závod Rudi Altig Race.